# مقاطعة شيريدان (مونتانا)
مقاطعة شيريدان (بالإنجليزية: Sheridan County)‏ هي إحدى مقاطعات ولاية مونتانا في الولايات المتحدة الأمريكية.